# Palazzo Giusiana
Palazzo Giusiana è uno storico edificio della città piemontese di Ivrea in Italia.

## Storia
Vige incertezza circa il periodo di costruzione del palazzo. Tuttavia, si presuppone che esso si sia sviluppato a partire da una casatorre quattrocentesca in seguito fortemente alterata verso la fine del XVI secolo e l'inizio del XVII secolo, come testimonierebbero le forme tardorinascimentali che caratterizzano gran parte della struttura.
Nel 1635, il Monsignor della Chiesa descrive l'edificio come "Il più bello e magnifico palazzo che al di là da Dora sia in Piemonte che dal Barone Perrone è stato edificato". Il palazzo compare inoltre nel Theatrum Sabaudiae con la didascalia "P. del B. Perrone". Si può pertanto affermare con una certa sicurezza che la famiglia dei Perrone di San Martino fu la prima proprietaria del palazzo e la sua probabile committente.
Il palazzo appartenne ai Perrone sino al 1799. Dopo aver ospitato per alcuni giorni Napoleone Bonaparte nel 1800, il palazzo divenne durante la dominazione francese sede della prefettura del Dipartimento della Dora. La proprietà passò quindi brevemente alla famiglia Garda, quindi ai Giusiana, di cui porta tutt'oggi il nome.
L'edificio ha ospitato quasi ininterrottamente dalla fine del XIX secolo sino alla metà degli anni 2010 il tribunale di Ivrea.

## Descrizione
L'edificio, con affaccio sul Lungodora, si trova nel settore sud-orientale del centro storico di Ivrea, su un terreno compreso tra il Liceo Carlo Botta a ovest e i Giardini Giusiana a est, comunemente noti come i "Giardinetti". Nelle immediate vicinanze si trovano inoltre la Torre dei Tallianti, la Torre di Santo Stefano e l'iconico Hotel La Serra.
Il palazzo si sviluppa intorno a due corti interne, una delle quali porticata su due piani con colonne che sorreggono archi a tutto sesto e volte a crociera.

## Galleria d'immagini

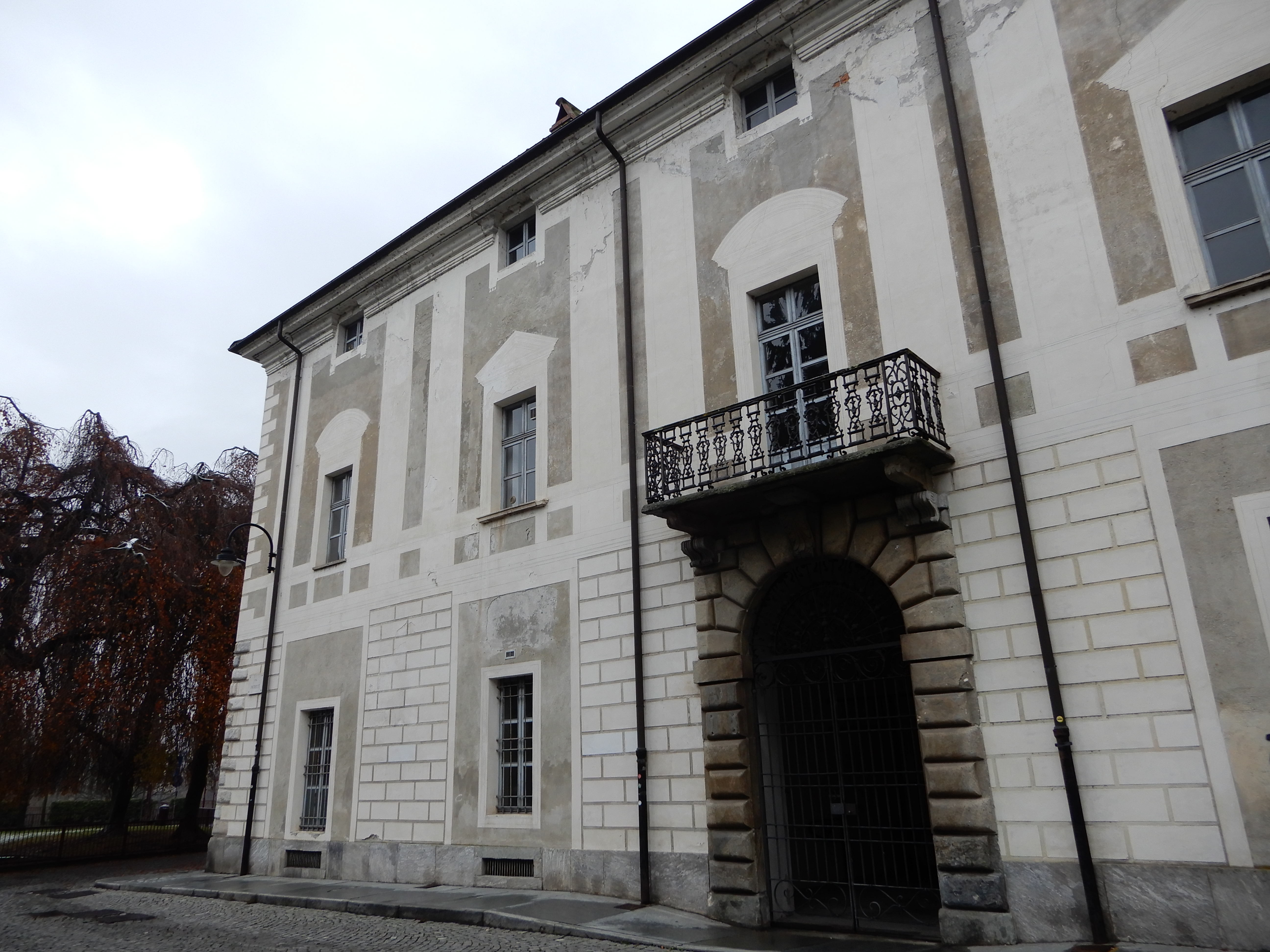
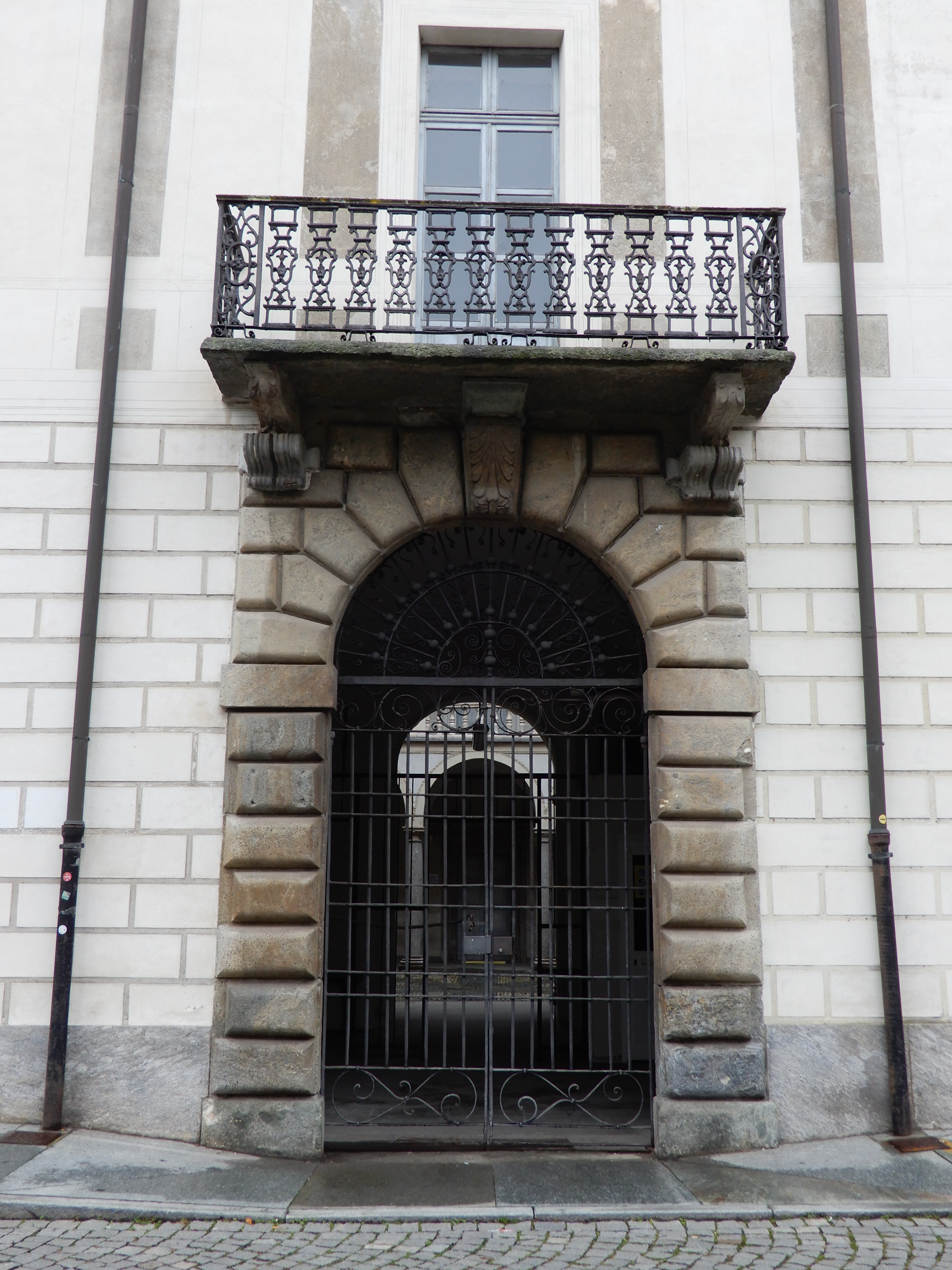
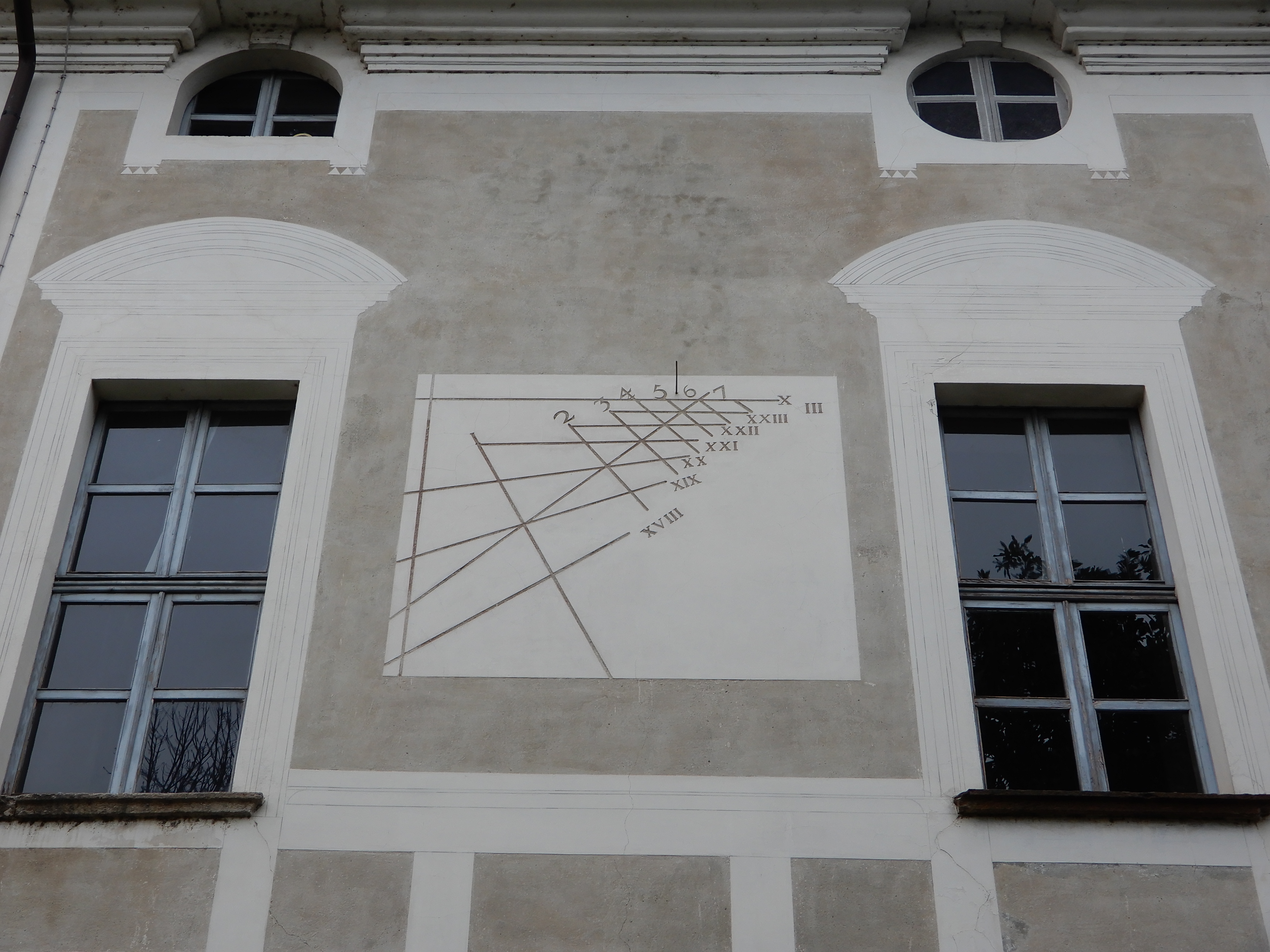